# 253

253(이백오십삼)은 252보다 크고 254보다 작은 자연수다.

## 수학
- 합성수로, 그 약수는 1, 11, 23, 253이다. 진약수의 합은 35이므로, 253은 부족수다.
  - 81번째 반소수다. 앞의 반소수는 249, 다음 반소수는 254다.
- 15번째 헵타나치 수다. 앞의 헵타나치 수는 127, 다음은 504다.
- 22번째 삼각수다. 앞의 삼각수는 231, 다음 삼각수는 276이다.
- 9번째 중심있는 칠각수다. 앞의 중심있는 칠각수는 197, 다음은 316이다.
- {\displaystyle 253=13+17+19+23+29+31+37+41+43}
  - 연속하는 소수(素數) 9개의 합으로 나타낼 수 있으며, 이 성질을 지닌 앞의 수는 221, 다음 수는 287이다.

## 과학
- NGC 253: 조각가자리 은하의 신판일반목록 일련번호.

## 교통
- 고속도로 및 국도
  - 고창담양고속도로의 노선 번호.
  - 아우토반 253호선(영어판, 독일어판): 독일의 고속도로.
  - 일본 253번 국도(일본어판): 니가타현 조에쓰시에서 미나미우오누마시까지 이어지는 일본의 국도.
- 기타 도로
  - 현도 제253호선

## 군사
- U-253(영어판, 독일어판): 제2차 세계 대전에 사용된 나치 독일의 군용 잠수함.

## 문화유산
- 대한민국의 국보 제253호: 청자 양각연화당초상감모란문 은테 발
- 대한민국의 보물 제253호: 합천 청량사 석등
- 대한민국의 사적 제253호: 서울 구 러시아공사관

## 방송
- 지니 TV의 토마토클래식 채널 번호.
- B tv의 KBS 라이프 채널 번호.
- U+ TV의 지방자치TV 채널 번호.
- LG헬로비전에서 미국 경제 방송인 블룸버그 TV 채널 번호.

## 기타
- 연도: 253년, 기원전 253년